# Return to the Black Hole
Return to the Black Hole è il secondo album live della band hardcore punk Adolescents, pubblicato nel 1997.

## Tracce
1. No Way – 3:29
2. Who is Who – 1:28
3. Word Attack – 1:11
4. Self Destruct – 0:42
5. L.A. Girl – 2:02
6. Brats in Battalions – 2:29
7. Welcome to Reality – 2:10
8. Wrecking Crew – 2:23
9. Do the Freddy – 1:03
10. I Love You – 4:13
11. Losing Battle – 2:32
12. Creatures – 3:10
13. All Day and All of the Night – 2:42
14. Rip it up – 2:31
15. Amoeba – 3:12
16. Kids of the Black Hole – 5:45
17. I Got a Right – 4:18

## Formazione
- Rikk Agnew - chitarra, voce
- Paul Casey - chitarra
- Steve Soto - basso, voce
- Sandy Hansen - batteria